# تاریخ زوال و سقوط امپراتوری روم
تاریخ انحطاط و سقوط امپراتوری روم (به انگلیسی: The History of the Decline and Fall of the Roman Empire) یا انحطاط و سقوط امپراتوری روم کتابی تاریخی نوشتهٔ ادوارد گیبون تاریخ‌نگار انگلیسی است که به امپراتوری روم از اواخر سدهٔ نخست میلادی تا سقوط امپراتوری روم شرقی می‌پردازد. کتاب در شش جلد منتشر شده‌است. جلد نخست آن در ۱۷۷۶، جلدهای دوم و سوم در ۱۷۸۱، و جلدهای چهارم، پنجم و ششم در ۱۷۸۸–۱۷۸۹ منتشر شدند. این اثر امپراتوری روم، اروپا، و کلیسای کاتولیک از سال ۹۸ تا ۱۵۹۰ میلادی پوشش می‌دهد و دربارهٔ انحطاط امپراتوری روم در شرق و غرب بحث می‌کند. به سبب عینیت اثر و استفادهٔ بسیار از منابع اولیه، روش‌شناسی به کار گرفته شده در این اثر در آن زمان مدلی برای تاریخ‌دانان بعدی شد و ادوارد گیبون به «نخستین تاریخ‌نگار مدرن روم باستان» معروف شد.
این کتاب توسط چند مترجم به فارسی نیز برگردانده شده‌است. اولین ترجمهٔ فارسی آن توسط میرزا رضا تبریزی تحت عنوان تاریخ تنزیل و خرابی دولت روم به سفارش عباس میرزا انجام گرفت. این ترجمه کامل نبود و در ربع دوم قرن نوزدهم میلادی صورت گرفت.

## اقتباس ‌ها
بسیاری از نویسندگان دیگر در عنوان اثر خود از عبارت «انحطاط و سقوط» (Decline and Fall) این اثر اقتباس کرده‌اند، مانند:
- An Inquiry into the Permanent Causes of the Decline and Fall of Powerful and Wealthy Nations. Designed To Shew How The Prosperity Of The British Empire May Be Prolonged. 2nd edition, 1807. 1805، ویلیام پلیفیر
- The Rise and Fall of the Confederate Government (1868)، جفرسون دیویس
- Decline and Fall (1928)، اولین وو
- The Decline and Fall of Practically Everybody (1950)، ویل کاپی
- The Rise and Fall of the Third Reich (1959)، ویلیام شایرر
- روباه سیاه: ظهور و سقوط آدولف هیتلر (1961)، William Shirer
- The Fall and Rise of Reginald Perrin (1975)، David Nobbs
- The Decline and Fall of the Roman Church (1983)، Malachi Martin
- Decline and Fall of the Freudian Empire (1986)، هانس ایسنک
- The Decline and Fall of Roman Britain (2000)، Neil Faulkner
- The Decline and Fall of the Catholic Church in America (2003)، David Carlin
- The Decline and Fall of the British Empire (2007)، Piers Brandon
- Decline and Fall of the American Republic (2010)، Bruce Ackerman

آلبوم‌های موسیقی:
- Arthur (Or the Decline and Fall of the British Empire) (1969)، د کینکس
- ظهور و سقوط زیگی استارداست و عنکبوت‌هایی از مریخ (1972)، دیوید بویی

فیلم‌ها:
- The Fall of the Roman Empire (1964)
- The Decline of Western Civilization (1981)، پنلوپه اسفیریس
- The Decline of the American Empire (1986)، دنیس آرکند

عنوان این اثر و نام نویسنده در شعر "I Went to a Marvellous Party" اثر نوئل کوارد آمده‌است. آیزاک آسیموف در شعر "The Foundation of Science Fiction Success" می‌گوید اثر بنیاد وی، که اثریست پیرامون سقوط و بازسازی یک امپراتوری کهکشانی، «با یه خورده دزدی / از آثار ادوارد گیبون» ("with a tiny bit of cribbin' / from the works of Edward Gibbon") نوشته شده‌است.